# Tmesisternus triangularis
Tmesisternus triangularis är en skalbaggsart som beskrevs av Stefan von Breuning 1953. Tmesisternus triangularis ingår i släktet Tmesisternus och familjen långhorningar.
Artens utbredningsområde är Irian Jaya. Inga underarter finns listade i Catalogue of Life.